# Krstilnica v Parmi
Krstilnica v Parmi (italijansko Battistero di Parma) je verska stavba v Parmi v severni Italiji. Arhitekturno označuje prehod med romanskim in gotskim slogom in je eden najpomembnejših srednjeveških spomenikov v Evropi.

## Zgodovina
Mestni svet Parme je leta 1196 naročil Benedettu Antelamiju, naj jo okrasi, kar dokazuje napis na portalu.
Kdaj je bila dokončana, je precej sporno, saj je bilo to šele pred kratkim odkrito z nekaterimi dokumenti. Leta 1216 je zgornji del prišel le do druge vrste lož, kjer je bila postavljena ravna streha. Dragoceni rožnati veronski marmor je prenehal prihajati v Parmo zaradi političnih sporov z gibelinom Ezzelinom da Romano, veronskim vladarjem, in šele leta 1249 je bilo mogoče zgradbo dokončati do zgornjih nadstropij.
Delo je bilo končano do leta 1270, ko je bila stavba slovesno posvečena. Zdi pa se, da so do konca uresničevali Antelamijev projekt.

## Zunanjost
Zunanjost, zgrajena v rožnatem veronskem marmorju (rosso ammonitico – rdeč apnenec, ponekod s fosili liasne starosti) je osmerokotna, saj je osmerokotnik simbol večnosti. Neverjeten je višinski razvoj, kot da bi bil okrnjen stolp. Zunanje okrasje je urejena zapletena shema s polnimi in praznimi ritmičnimi učinki v tehniki chiaroscúro.
V pritličju so na treh fasadah odprti portali z zaprtimi loki, na drugi pa s slepimi loki, velikimi kot portal, s središčem stebrov na neobičajnem mestu. Portali so okrašeni z različnimi reliefi, med njimi verjetno tudi z Antelamijevimi.
Na spodnjem nivoju so reliefi, vrsta 75 okvirjev, ki sta jih je v reliefu izdelala Antelami in njegova delavnica ter vgradila v skoraj neprekinjenem frizu. Predstavljajo človeške figure, resnične in fantastične živali, pošastne ali radovedne srednjeveške zveri.
Štiri zgornja nadstropja so okrašena z majhnimi ložami. Zadnje nadstropje je okrašeno s slepimi arkadami, velikimi glede na spodnja nadstropja.
Elementi so še vedno romanski, a njihova ureditev je povsem izvirna: vertikalni razvoj, občutek ritma, razvejane razsežnosti so dejansko bolj gotske značilnosti krstilnice.  V lunetah portala so pomembne povezave s postavitvijo ustreznih kompozicij francoskih gotskih cerkva: stolnice v Chartresu, Bourgesu, Nantesu in Notre-Dame v Parizu. 

## Notranjost
Notranjost je sestavljena iz 16 lokov, ki oblikujejo niše, od katerih ima vsaka poslikano sceno. Vse te freske in slike segajo v 13. in 14. stoletje. 16 strani notranjega dela, ki se podvajajo z zunanjim osmerokotnikom (simbol večnosti), prikazujejo krog dvanajstih apostolov, ki se ujemajo s štirimi kardinalnimi točkami, evangeliste in letne čase. Sčasoma so bile slike postopoma uničene, ker niso bile narejene s "svežo" freskotehniko. Začele so se luščiti in padati z zidu. Morali so jih obnoviti in utrditi z uporabo brizgalk in infiltracij. 

### Kupola
Kupola je razdeljena na pole kot dežnik. Šestnajst cevastih reber iz rožnatega veronskega marmorja seva navzven iz središča kupole, od katerih se vsako konča na stebru ter na drugi strani na tleh.
Avtorstvo slik, narejenih s tehniko hitre tempere, se ne ujema z delavnicami, v katerih so bili slikarji zaposleni: nekatere od njih segajo v šestdeseta leta 1200-ih bizantinskih obrtnikov, druge v obdobje do konca 1200-ih let salona pod vodstvom Grisopola, imenovanega pictor Par(men)sis. 
Podobe kupole so razdeljene na šest horizontalnih koncentričnih pasov. Od zgoraj:
- prvi pas predstavlja rdeče nebo večne ljubezni,
- drugi ima modro dno (imperij) z rombi, od katerih ima vsak zvezdo. To je predstavitev zvezdnega neba nad Jeruzalemom z namigom na raj,
- v tretjem je 12 apostolov in štirje evangelisti,
- v četrtem, ki je bližje oltarju, je Kristus na prestolu, z leve strani Marija in desne sveti Janez Krstnik. V drugih trinajstih prostorih so preroki;
- v petem pasu je prikazanih 12 epizod življenja svetega Janeza Krstnika in štirje svetniki;
- v šestem so prikazani dogodki iz Abrahamovega življenja, štirje naravni elementi (voda, zrak, zemlja, ogenj), štirje letni časi in device.

### Niše
16 velikih niš (13 fresk in trije vhodi) daje krstilnici simbolno podobo rože in osvetljuje stene. 
Od 13. do 15. stoletja so freske poslikali emilijanski slikarji. Mojster 1302 (neznani slikar) je naslikal Marijo na prestolu z otrokom, obkroženo s škofom in papežem ter votivno fresko škofa Gerarda Bianchija, ki predstavlja Marijo z otrokom, obkroženo s svetim Janezom Krstnikom, angelom in škofom Bianchijem. Posebej zanimive so predstavitve svetega Jurija, ki ubija zmaja, in sveta Katarina, pripisana Buffalmaccu in sega v leta 1330 do 1336. Druga slikarja sta bila: Niccolò iz Reggia ter Bertolino iz Piacenze. Večina teh slik je bila podarjena, samo slika oltarja (krst Kristusa) je delo izvajalcev oboka.

### Kiparsko okrasje
Vse kiparske obloge, ki so krasile krstilnico, niso ohranjene, vendar je še vedno najpomembnejši italijanski kiparski kompleks, ki je bil narejen v tem prehodnem obdobju od romanike do gotike. To so reliefi v notranjosti in zunanjosti krstilnice, ki so na vratih in v lunetah, v zunanjih in notranjih nadstropjih. Teme je na splošno mogoče prepoznati, to so teme človeškega življenja in odrešitve v skladu s širokim ciklom, ki je primerljiv (in morda isti navdih) z velikimi francoskimi stolnicami.
Lunete treh zunanjih portalov prikazujejo:
- čaščenje magov (Portale della Madonna);
- poslednjo sodbo ( Portale del Giudizio );
- legendo o Barlamu ( Portale della Vita )

- Čaščenje magov
- Poslednja sodba
- Legenda o Barlamu

Vse tri opozarjajo na človeško odrešenje s krstom, vendar se vsaka proučuje glede na značilno vlogo portala. Na severnem portalu so  pod luneto prihod magov v arhitravu predstavljeni zgodbe o svetem Janezu Krstniku z Jezusovim krstom, praznovanje Heroda in obglavljenje svetnika. Na portalu, na katerem so tisti, ki naj bi sprejeli zakrament (južni katehumen), je upodobljena legenda o Barlamu z orientalsko izpeljavo: človek je upodobljen na drevesu, ki ga ogroža zmaj, ki simbolizira greh. Na drevesu je tudi satje, ki je morda metafora duhovne rešitve, ki jo ponuja krst. Naokoli so upodobljeni časi (sonce in luna z osebnostmi dneva in noči). Arhivolt in arhitrava so okrašeni z reliefi prerokov in simboli živali. 
V notranjosti lunete v portalih so prikazane svetopisemske zgodbe:
- beg v Egipt;
- predstavitev v templju;
- kralj David igra spinet

- Beg v Egipt
- Predstavitev v templju
- Kralj David igra spinet

V bližini niše je oltar v rožnatem veronskem marmorju z basreliefom, ki predstavlja krščenca, ki ga spremlja duhovnik levit. Zdaj ga uporabljajo za praznovanje krstov (dvakrat mesečno).
Na zunanjih stenah spodnje ravni so frizi z živalskimi motivi (številka 75 ali 79), ki jih je verjetno izdelal sam mojster. Oblike predstavljajo fantastične skulpture: različne živali iz narave, sirene in znake zodiaka, prikazane za figurami moških pri delu na poljih v različnih letnih časih. Simbolizirajo univerzalnost narave in človeštva, na katero je se nanašata pridiga in Kristusovo sporočilo.

### Cikel mescev
V krstilnici so prikazane skulpture z visokim reliefom, ki spadajo v skoraj celoten cikel, ki prikazuje mesce in sezone. Verjetno so bili delani za glavni portal fasade stolnice, vendar je bilo delo prekinjeno, morda zaradi smrti Antelamija ali predčasnega odhoda. Čeprav se ne more izključiti del trgovine, je soglasno priznana kot Antelamijeva mojstrovina, delo, v katerem je ustvaril sintezo zasnove človeškega zastopanja in v kateri je dosegel vrhunec svojega ustvarjanja.
- Januar/Vodnar
- Februar/Ribi
- Marec/Oven
- April/Bik
- Maj/Dvojčka
- Junij/Rak
- Julij/Lev
- Avgust/Devica
- September/Tehtnica
- Oktober/Škorpijon
- November/Strelec
- December/Kozorog

Na slikah so moški pri sezonskih kmečkih opravilih, tema, ki so jo poznali že v prejšnjem stoletju (na primer stolnica v Modeni, katere plemeniti pomen je, da je odrešenje v delu, kar je v skladu z novo teološko doktrino, ki ga ne vidi več kot božansko prekletstvo). Antelami in njegova delavnica sta podrobno in skrbno obdelala orodje, dele, rastline in plodove, vse je izklesano v realističnem naturalizmu, ki ni tuj oznakam in klasičnim virom (pri frizurah, oblačilih in nekaterih simbolih).